# Alireza Dabir
Alireza Dabir, persisch علیرضا دبیر, (* 16. September 1977 in Rey) ist ein iranischer Freistilringer und Teilnehmer an den Olympischen Sommerspielen 2000 in Sydney sowie Teilnehmer an den Olympischen Sommerspielen 2004 in Athen.
Er wurde 1998 in Teheran Weltmeister in der Gewichtsklasse 58 kg der Männer. Bei den Olympischen Sommerspielen 2000 in Sydney gewann er in dieser Disziplin die Goldmedaille. Bei den Olympischen Spielen 2004 in Athen verlor Dabir seine beiden Auftaktkämpfe, die er mit einer Schulterverletzung bestritt.
Weitere Erfolge Dabirs sind drei Silbermedaillen, die er bei drei Weltmeisterschaften in den Jahren 1999 (Ankara), 2001 (Sofia) und 2002 (Teheran) gewann. Bei den Asienspielen 2002 in Busan errang er eine weitere Silbermedaille.
Alireza Dabir hat neben seinen sportlichen Erfolgen auch sein Studium im Fach Verwaltungsmanagement erfolgreich abgeschlossen. 2006 gewann er einen Sitz bei den Kommunalwahlen von Teheran.